# C/2012 E2 (SWAN)
C/2012 E2 (SWAN) este o cometă hiperbolică razantă, din familia cometelor Kreutz, descoperită la 4 martie 2012. Această familie de comete provine dintr-o cometă gigant, care după ce a fost introdusă de perturbațiile gravitaționale pe o orbită cu un periheliu foarte mic s-a spart în mai multe bucăți, fiecare dintre acestea, la rândul său, a devenit o nouă cometa. Din cauza forțelor mareice exercitate de Soare și din cauza radiației solare intense, care implică creșterea temperaturii la suprafața cometei, de peste
1.000 °C, cometa s-a dezintegrat, prăbușindu-se pe Soare.

## Descoperirea cometei
A fost descoperită cu instrumentul SWAN al sondei spațiale SoHO de un astronom amator ucrainean, Vladimir Bezugly (în ucraineană Володимир Безуглий), care a detectat-o pe imagini la 8 martie. Apoi a fost observată de una din sondele spațiale STEREO.
Motivul strălucirii intense pe care a avut-o  cometa  SWAN rămâne necunoscut, deși se crede că această cometă a cunoscut o explozie cu câteva zile înainte de descoperire, care făcut-o mult mai luminoasă decât era înainte.
Nu au fost observații ale cometei, disponibile de la sol.
Trecând la periheliu, la 15 martie 2012, cometa C/2012 E2 (SWAN) a dispărut întrucât distanța sa de Soare era de 70 de ori mai mică decât cea a planetei Mercur.